# Halaelurus boesemani
Halaelurus boesemani är en hajart som beskrevs av Springer och D'Aubrey 1972. Halaelurus boesemani ingår i släktet Halaelurus och familjen rödhajar. IUCN kategoriserar arten globalt som otillräckligt studerad. Inga underarter finns listade i Catalogue of Life.